# Nino Rota
Nino Rota, all'anagrafe Giovanni Rota Rinaldi (Milano, 3 dicembre 1911 – Roma, 10 aprile 1979), è stato un compositore italiano, tra i più influenti e prolifici della storia del cinema.
Nel corso della sua lunga carriera collaborò con numerosi registi di fama internazionale come Luchino Visconti, King Vidor, Eduardo De Filippo, Mario Monicelli, René Clément, Franco Zeffirelli e in particolare Federico Fellini (per il quale compose le colonne sonore di quasi tutti i film tra i quali, per citarne solo alcuni, La strada, 8½, La dolce vita, I vitelloni e Amarcord) e Francis Ford Coppola (per il quale compose le musiche de Il padrino e Il padrino - Parte II vincendo, per il secondo film citato, il Premio Oscar alla migliore colonna sonora).
Tra gli altri riconoscimenti troviamo un Golden Globe, un Premio BAFTA, un Grammy Award, un David di Donatello e cinque Nastri d'argento.

## Biografia

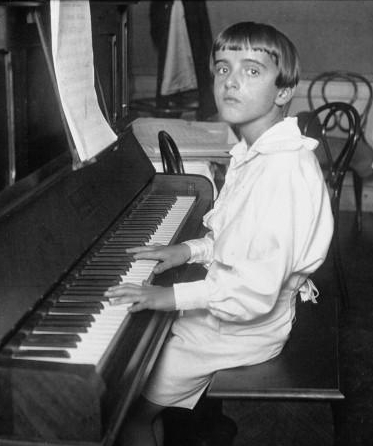
Rota nel 1923, all'età di 12 anni

Primo figlio di Ercole Rota (1872-1922), contabile e imprenditore, e della pianista Ernesta Rinaldi (1880-1954), a sua volta figlia del pianista e compositore Giovanni Rinaldi, Nino Rota ebbe una formazione musicale molto precoce: entrato al Conservatorio Giuseppe Verdi di Milano nel 1923, fu allievo di Paolo Delachi e Giulio Bas.
Nel 1922 compose l'oratorio L'infanzia di San Giovanni Battista, scritto a quasi undici anni ed eseguito nello stesso anno a Milano e l'anno successivo a Tourcoing, in Francia; in occasione dell'esecuzione francese, chiamato alla ribalta dal pubblico entusiasta, ne diresse la replica del finale. Nel 1926 Rota scrisse Il Principe Porcaro, un'operina per ragazzi ispirata a una fiaba di Hans Christian Andersen. Tre quarti d'ora di una musica che, considerata l'età del compositore, è giudicata dai critici già matura, senza sbavature, intensa e al tempo stesso ironica. Successivamente Nino Rota studiò privatamente con Alfredo Casella a Roma (dopo aver studiato, a Milano, con Ildebrando Pizzetti), conseguendo il diploma in composizione musicale all'Accademia di Santa Cecilia nel 1929. Al 1930 risale l'esame di maturità presso il Liceo ginnasio statale Virgilio di Roma.
Nel 1930 si recò negli Stati Uniti, e vi rimase due anni, per alcuni corsi di perfezionamento, vincendo una borsa di studio a Filadelfia presso il prestigioso Curtis Institute of Music, dove fu allievo, tra gli altri, di Rosario Scalero e di Fritz Reiner e dove strinse amicizia con Aaron Copland; compagni di corso furono Gian Carlo Menotti e Samuel Barber. Tornò in Italia per laurearsi in lettere all'Università degli Studi di Milano, discutendo con Antonio Banfi, nel 1936, una tesi dedicata al compositore Gioseffo Zarlino, pubblicata per cura di Matteo M. Vecchio.
Nel 1933 eseguì il suo primo accompagnamento musicale del film Treno popolare di Raffaello Matarazzo. Film veloce e giovanile, fu girato da un cast di ventenni tutto in esterni, con pochi mezzi e con grande realismo e allegria; la sua musica sottolineò con gaia spensieratezza il carattere gioviale e divertente del film. Per l'occasione compose anche una simpatica canzonetta, Treno popolare, che divenne il leitmotiv centrale del film. Il rapporto di collaborazione e amicizia con Matarazzo continuò anche in altri film, nel 1942 e nel 1943.
Nel 1937 insegnò teoria e solfeggio al Conservatorio Giovanni Paisiello di Taranto e due anni dopo passò al Conservatorio Niccolò Piccinni di Bari, dove insegnò armonia e composizione; di quest'ultimo istituto divenne direttore nel 1950.
Dopo aver realizzato l'accompagnamento musicale per il film Zazà di Renato Castellani nel 1944, nel 1952 incontrò Federico Fellini, impegnato a produrre Lo sceicco bianco per Luigi Rovere. Da allora tra i due artisti si instaurò un'amicizia lunga trent'anni e una collaborazione per numerosi film. Compose le musiche anche per due capolavori di Luchino Visconti, Rocco e i suoi fratelli (1960) e Il Gattopardo (1963). Nel 1968 compose le musiche per il film Romeo e Giulietta, diretto da Franco Zeffirelli, Nastro d'argento nel 1969 alla migliore colonna sonora. Nel 1972 ebbe grande successo la colonna sonora del film Il Padrino, che tuttavia non ottenne la candidatura all'Oscar in quanto non si trattava di musiche originali (il Maestro aveva riutilizzato temi da lui composti anni prima, come il tema principale Parla più piano, rielaborazione con ritmo più lento della musica per il film Fortunella di Eduardo De Filippo). Rota vincerà comunque l'ambito riconoscimento due anni più tardi per le musiche originali del film Il Padrino - Parte II, dividendolo con l'altro compositore del film Carmine Coppola. Nel 1977 vinse il David di Donatello per il miglior musicista per il film Il Casanova di Federico Fellini. 

Nino Rota con Riccardo Bacchelli e Bruno Maderna nel 1963

Dall'inizio della sua carriera come compositore di colonne sonore non smise di comporre musica per orchestra, da camera e vocale, oltre a numerose opere liriche (la più celebre delle quali è probabilmente Il cappello di paglia di Firenze) e si permise anche qualche incursione nel mondo della televisione, come ad esempio le musiche per lo sceneggiato Il giornalino di Gian Burrasca (compose su testo di Lina Wertmüller la canzone Viva la pappa col pomodoro, cantata da Rita Pavone; da notare, sempre cantata dalla stessa, Io dire le bugie no che riprende la Controdanza del Gattopardo, alle cui musiche Rota aveva lavorato poco tempo prima).
Per la musica sacra sono particolarmente importanti le cantate Mysterium, La Vita di Maria e Roma capomunni, i cui testi sono stati selezionati da Vincenzo Verginelli, con cui condivideva gli ideali dell'ermetismo.
Rota morì poco dopo la fine delle registrazioni della sua ultima colonna sonora per Fellini, Prova d'orchestra.
Per i funerali di Fellini, Giulietta Masina chiese al trombettista Mauro Maur di suonare il tema Improvviso dell'Angelo di Nino Rota nella Basilica di Santa Maria degli Angeli e dei Martiri a Roma.
Pur essendo conosciuto soprattutto per il suo lavoro nel mondo del cinema, Nino Rota ha composto anche per il teatro e il balletto con notevole riscontro internazionale.
A lui sono dedicati il Conservatorio Nino Rota a Monopoli, in origine nato su iniziativa dello stesso compositore come sezione staccata di quello barese e oggi sede autonoma, l'auditorium del Conservatorio Niccolò Piccinni di Bari e la sala concerti del Conservatorio Egidio Romualdo Duni di Matera, nato su iniziativa dello stesso compositore come sezione distaccata di quello barese e oggi con sede autonoma, del quale fu il primo direttore.
Nel 2009, l'Italia ha emesso un francobollo dedicato al compositore, a trent'anni dalla sua scomparsa.
Insieme all'amico Vincenzo Verginelli, conosciuto nel '39 a Bari, fu membro del Circolo ermetico Virgiliano di Roma. Entrambi bibliofili, durante la loro vita collezionarono una vasta biblioteca dedicata all'esoterismo e all'occultismo.

### Nina, la figlia segreta
A Londra, nel 1948, Rota ebbe una breve relazione con una pianista, Magdalena Longari, da cui ebbe una figlia, Nina. Nel frattempo, ritornato Rota in Italia e avendo smesso di rispondere alle lettere di Magdalena, rimasta invece a Londra, la neomamma decise di non allevare la piccola, che venne perciò messa sotto tutela. Nina venne così ospitata dapprima in una specie di asilo nido, poi in una casa per bambini in un piccolo villaggio dell'Essex e infine data in affido fino all'età di 9 anni alla famiglia Willings, che poi l'adottò e si trasferì con Nina negli Stati Uniti.
Fu solo all'età di 18 anni che Nina venne a sapere, per caso, di essere stata adottata. A prendere in mano la situazione, a partire da quando Nino Rota si era rifiutato di rispondere alle lettere di Magdalena, era stata Suso Cecchi D'Amico, grande amica di Nino fin dall'adolescenza, che da quel momento iniziò ad agire da madre "ufficiosa" di Nina: era lei, che aveva conosciuto Nina fin dalla sua nascita, a comunicare direttamente con Magdalena e ne aveva cura sul versante economico; era lei a colloquiare con l'assistente sociale e con i coniugi Willings; era lei a far credere a Nina che Nino Rota - che Nina incontrava da Suso - fosse un amico di famiglia; fu ancora lei, ma solo un anno dopo la morte di Nino, a rivelare a Nina - ormai trentaduenne - la verità.
In effetti, da tempo gli amici di Nina le sussurravano che Nino fosse suo padre; ma lei si rifiutava di credervi in quanto non voleva "accettare una realtà così difficile". La presenza di Nina, durante le visite di Nino da Suso, rendeva il compositore nervoso e lo intimidiva, ma Nina non ci faceva caso in quanto Rota aveva la nomea di essere riservato di natura. Una volta, alla domanda diretta di Nina: "Ma insomma: chi sei?", Nino si trincerò dietro: "Oh, solo un amico di famiglia".
Nel 1980, durante una visita di Nina da Suso (che aveva all'epoca 66 anni), a Roma, l'amica di Nino le disse la verità sul suo vero padre, dispiacendosi che non lo avesse fatto lui prima e che fosse così toccato a lei farlo, con così tanto ritardo. Suso consegnò a Nina tutto il carteggio, conservato per anni, che comprendeva tutte le lettere della vera madre - Magdalena -, degli assistenti sociali e tutti i documenti che riguardavano la bambina un tempo abbandonata.
Nina comunque conserva del padre naturale un buon ricordo. In un'intervista concessa dopo l'evento di Los Angeles al Dolby Theatre dell'ottobre 2022 per celebrare il 50º anniversario de "Il padrino" di cui Nino Rota aveva scritto la colonna sonora, Nina manifestava così il suo apprezzamento e rimpianto per il padre: "Papà era una persona profonda, spirituale, era molto legato alla famiglia e agli amici affettuosi. A volte penso che la sua vita sarebbe stata più piena se avesse conosciuto meglio sua figlia".

### Omaggi
Nel 2022, l'Istituto Italiano di Cultura del Cairo inaugura "La Settimana del Cinema Italiano" con lo spettacolo musicale FelliniRota, ideato e diretto dal M° Mario Margiotta. L'opera celebra il sodalizio artistico e umano tra il regista Federico Fellini e il compositore Nino Rota, ripercorrendo le tappe principali della loro collaborazione, oltre che a soffermarsi sull'eredità umana e culturale lasciata da Rota al conservatorio di Bari dove egli è stato direttore per 20 anni e dove lo stesso Margiotta si è diplomato. Da quel momento, lo spettacolo ha attraversato l'Italia e varie città dell'Europa. 

## Riconoscimenti principali
- 1957: Premio migliore colonna sonora per Guerra e pace
- 1969: Nastro d'argento alla migliore colonna sonora - Romeo e Giulietta
- 1973: BAFTA alla migliore colonna sonora – Il padrino
- 1973: Golden Globe per la migliore colonna sonora originale – Il padrino
- 1975: Oscar alla migliore colonna sonora (insieme a Carmine Coppola) - Il padrino - Parte II
- 1977: David di Donatello per il miglior musicista - Il Casanova di Federico Fellini
- 1979: Premio migliore colonna sonora per Prova orchestra

## Colonne sonore
- Treno popolare, regia di Raffaello Matarazzo (1933)
- Giorno di nozze, regia di Raffaello Matarazzo (1942)
- Il birichino di papà, regia di Raffaello Matarazzo (1943)
- Zazà, regia di Renato Castellani (1944)
- La donna della montagna, regia di Renato Castellani (1944)
- La freccia nel fianco, regia di Alberto Lattuada (1945)
- Lo sbaglio di essere vivo, regia di Carlo Ludovico Bragaglia (1945)
- Le miserie del signor Travet, regia di Mario Soldati (1945)
- Vanità, regia di Giorgio Pàstina (1946)
- Un americano in vacanza, regia di Luigi Zampa (1946)
- Albergo Luna, camera 34, regia di Carlo Ludovico Bragaglia (1946)
- Mio figlio professore, regia di Renato Castellani (1946)
- Roma città libera, regia di Marcello Pagliero (1946)
- Il delitto di Giovanni Episcopo, regia di Alberto Lattuada (1947)
- Daniele Cortis, regia di Mario Soldati (1947)
- Come persi la guerra, regia di Carlo Borghesio (1947)
- Vivere in pace, regia di Luigi Zampa (1947)
- Totò al Giro d'Italia, regia di Mario Mattoli (1948)
- Proibito rubare, regia di Luigi Comencini (1948)
- Molti sogni per le strade, regia di Mario Camerini (1948)
- Sotto il sole di Roma, regia di Renato Castellani (1948)
- Fuga in Francia, regia di Mario Soldati (1948)
- È primavera..., regia di Renato Castellani (1948)
- Senza pietà, regia di Alberto Lattuada (1948)
- Arrivederci, papà!, regia di Camillo Mastrocinque (1948)
- Amanti senza amore, regia di Gianni Franciolini (1948)
- Anni difficili, regia di Luigi Zampa (1948)
- L'eroe della strada, regia di Carlo Borghesio (1948)
- Campane a martello, regia di Luigi Zampa (1949)
- Quel bandito sono io, regia di Mario Soldati (1949)
- La montagna di cristallo (The Glass Mountain), regia di Henry Cass (1949)
- Come scopersi l'America, regia di Carlo Borghesio (1949)
- Vendico il tuo peccato (Obsession), regia di Edward Dmytryk (1949)
- I pirati di Capri, regia di Edgar G. Ulmer e Giuseppe Maria Scotese (1949)
- Children of Chance, regia di Luigi Zampa (1949)
- Vita da cani, regia di Steno e Monicelli (1950)
- Peppino e Violetta, regia di Maurice Cloche (1950)
- Napoli milionaria, regia di Eduardo De Filippo (1950)
- È più facile che un cammello..., regia di Luigi Zampa (1950)
- È arrivato il cavaliere, regia di Steno e Monicelli (1950)
- Due mogli sono troppe, regia di Mario Camerini (1950)
- Donne e briganti, regia di Mario Soldati (1950)
- La valle delle aquile (Valley of Eagles), regia di Terence Young (1951)
- Totò e i re di Roma, regia di Steno e Monicelli (1951)
- Il monello della strada, regia di Carlo Borghesio (1951)
- Le meravigliose avventure di Guerrin Meschino, regia di Pietro Francisci (1951)
- Filumena Marturano, regia di Eduardo De Filippo (1951)
- Era lui, si, si!, regia di Marino Girolami, Marcello Marchesi e Vittorio Metz (1951)
- Anna, regia di Alberto Lattuada (1951)
- I tre corsari, regia di Mario Soldati (1952)
- La mano dello straniero (The Stranger's Hand), regia di Mario Soldati (1952)
- Something Money Can't Buy, regia di Pat Jackson (1952)
- I sette dell'Orsa maggiore, regia di Duilio Coletti (1952)
- La regina di Saba, regia di Pietro Francisci (1952)
- Noi due soli, regia di Marino Girolami (1952)
- Marito e moglie, regia di Eduardo De Filippo (1952)
- Gli angeli del quartiere, regia di Carlo Borghesio (1952)
- Ragazze da marito di Eduardo De Filippo (1952)
- Un ladro in paradiso, regia di Domenico Paolella (1952)
- Lo sceicco bianco, regia di Federico Fellini (1952)
- Melodie immortali di Giacomo Gentilomo (1952)
- Venetian Bird, regia di Ralph Thomas (1952)
- Jolanda, la figlia del Corsaro Nero, regia di Mario Soldati (1953)
- Stella dell'India (Star of India), regia di Arthur Lubin (1953)
- Scampolo '53, regia di Giorgio Bianchi (1953)
- Riscatto, regia di Marino Girolami (1953)
- La domenica della buona gente, regia di Anton Giulio Majano (1953)
- Fanciulle di lusso, regia di Bernard Vorhaus (1953)
- Me li mangio vivi! (Le boulanger de Valorgue), regia di Henri Verneuil (1953)
- I vitelloni, regia di Federico Fellini (1953)
- Anni facili, regia di Luigi Zampa (1953)
- Musoduro, regia di Giuseppe Bennati (1953)
- Il nemico pubblico n° 1 (L'ennemi public no 1), regia di Henri Verneuil (1953)
- Lo scocciatore (Via Padova 46), regia di Giorgio Bianchi (1953)
- Vergine moderna, regia di Marcello Pagliero (1954)
- La nave delle donne maledette, regia di Raffaello Matarazzo (1954)
- La grande speranza, regia di Duilio Coletti (1954)
- Le due orfanelle, regia di Giacomo Gentilomo (1954)
- Divisione Folgore, regia di Duilio Coletti (1954)
- Cento anni d'amore, regia di Lionello De Felice (1954)
- Appassionatamente, regia di Giacomo Gentilomo (1954)
- L'amante di Paride, regia di Marc Allégret e Edgar G. Ulmer (1954)
- La strada, regia di Federico Fellini (1954)
- Mambo, regia di Robert Rossen (1954)
- Proibito, regia di Mario Monicelli (1954)
- Io piaccio, regia di Giorgio Bianchi (1955)
- Accadde al penitenziario, regia di Giorgio Bianchi (1955)
- Un eroe dei nostri tempi, regia di Mario Monicelli (1955)
- Bella non piangere, regia di David Carbonari e Duilio Coletti (1955)
- Il bidone, regia di Federico Fellini (1955)
- Amici per la pelle, regia di Franco Rossi (1955)
- La bella di Roma, regia di Luigi Comencini (1955)
- Guerra e pace (War and Peace), regia di King Vidor (1956)
- Londra chiama Polo Nord, regia di Duilio Coletti (1956)
- Città di notte, regia di Leopoldo Trieste (1956)
- Il medico e lo stregone, regia di Mario Monicelli (1957)
- Italia piccola, regia di Mario Soldati (1957)
- Il momento più bello, regia di Luciano Emmer (1957)
- Le notti bianche, regia di Luchino Visconti (1957)
- Le notti di Cabiria, regia di Federico Fellini (1957)
- El Alamein, regia di Guido Malatesta (1957)
- Giovani mariti, regia di Mauro Bolognini (1958)
- Fortunella, regia di Eduardo De Filippo (1958)
- La diga sul Pacifico (This Angry Age), regia di René Clément (1958)
- Gli italiani sono matti, regia di Duilio Coletti e Luis María Delgado (1958)
- La legge è legge, regia di Christian-Jaque (1958)
- La grande guerra, regia di Mario Monicelli (1959)
- Un ettaro di cielo, regia di Aglauco Casadio (1959)
- Delitto in pieno sole (Plein soleil), regia di René Clément (1960)
- La dolce vita, regia di Federico Fellini (1960)
- Sotto dieci bandiere, regia di Duilio Coletti (1960)
- Rocco e i suoi fratelli, regia di Luchino Visconti (1960)
- Fantasmi a Roma, regia di Antonio Pietrangeli (1961)
- Il brigante, regia di Renato Castellani (1961)
- I due nemici (The Best of Enemies), regia di Guy Hamilton (1962)
- Cronache di un convento (The Reluctant Saint), regia di Edward Dmytryk (1962)
- Boccaccio '70, regia di Federico Fellini e Luchino Visconti (1962)
- Il Gattopardo, regia di Luchino Visconti (1963)
- 8½, regia di Federico Fellini (1963)
- Il maestro di Vigevano, regia di Elio Petri (1963)
- Il giornalino di Gian Burrasca, serie TV, regia di Lina Wertmüller (1964)
- A Midsummer Night's Dream, film TV, regia di Joan Kemp-Welch (1964)
- Oggi, domani, dopodomani, regia di Eduardo De Filippo (1965)
- Giulietta degli spiriti, regia di Federico Fellini (1965)
- Spara forte, più forte... non capisco!, regia di Eduardo De Filippo (1966)
- La bisbetica domata (The Taming of the Shrew), regia di Franco Zeffirelli (1967)
- Romeo e Giulietta, regia di Franco Zeffirelli (1968)
- Tre passi nel delirio, episodio Toby Dammit, regia di Federico Fellini (1968)
- Block-notes di un regista, film TV, regia di Federico Fellini (1969)
- Fellini Satyricon, regia di Federico Fellini (1969)
- Waterloo, regia di Sergei Bondarchuk (1970)
- I clowns, film per la TV, regia di Federico Fellini (1970)
- Roma, regia di Federico Fellini (1972)
- Il padrino (The Godfather), regia di Francis Ford Coppola (1972)
- Hi wa shizumi, hi wa noboru, regia di Koreyoshi Kurahara (1973)
- Amarcord, regia di Federico Fellini (1973)
- Film d'amore e d'anarchia - Ovvero "Stamattina alle 10 in via dei Fiori nella nota casa di tolleranza...", regia di Lina Wertmüller (1973)
- Il padrino - Parte II (The Godfather: Part II), regia di Francis Ford Coppola (1974)
- La rinuncia (The Abdication), regia di Anthony Harvey (1974)
- Ragazzo di borgata, regia di Giulio Paradisi (1976)
- Caro Michele, regia di Mario Monicelli (1976)
- Il Casanova di Federico Fellini, regia di Federico Fellini (1976)
- Alle origini della mafia, mini serie TV, regia di Enzo Muzii (1976)
- Las alegres chicas de "El Molino", regia di José Antonio de la Loma (1977)
- Assassinio sul Nilo (Death on the Nile), regia di John Guillermin (1978)
- Prova d'orchestra, regia di Federico Fellini (1979)
- Ten to Survive (1979)
- Uragano (Hurricane), regia di Jan Troell (1979)

## Composizioni classiche

### Musica per pianoforte
- 1919: Il Mago doppio - Suite per quattro mani
- 1920: Tre pezzi
- 1922: Preludio e Fuga per pianoforte a quattro mani (Storia del Mago Doppio)
- 1924: Illumina Tu, O Fuoco
- 1924: Io Cesserò il Mio Canto
- 1924: Ascolta o Cuore June
- 1925: Il Presàgio
- 1925: La Figliola Del Re (Un Augello Gorgheggiava)
- 1930: Ippolito gioca
- 1931: Campane a Festa
- 1933: Campane a Sera
- 1935: Il Pastorello e altre Due Liriche Infantili
- 1938: La Passione (poesia popolare)
- 1941: Bagatella
- 1945: Fantasia in sol
- 1946: Fantasia in do
- 1954: Azione teatrale scritta nel 1752 da Pietro Metastasio
- 1964: 15 Preludi
- 1971: Sette Pezzi Difficili per Bambini
- 1972: Cantico in Memoria di Alfredo Casella
- 1975: Due Valzer sul nome di Bach
- 1975: Suite dal Casanova di Fellini

### Musica da camera

#### Duetti
- Pezzo per Corno in Fa e Contrabbasso (1931)
- Sonate per flauto e arpa (1939)
- Sonata in re per clarinetto e pianoforte (1945)
- Sonata per ottoni e organo (1972)
- Tre Pezzi per 2 flauti (1972-73)
- Allegro danzante per clarinetto e pianoforte (1977)

#### Per archi e pianoforte
- Improvviso in re minore per violino e pianoforte (1947)
- Improvviso per Violino e Pianoforte (Un diavolo sentimentale) (1969)
- Intermezzo per viola e pianoforte (1945)
- Sonata in sol per Viola e Pianoforte (1934-35, revised 1970)
- Sonata per Viola e Pianoforte della Sonata in Re per Clarinetto e pianoforte (1945)
- Sonata per violino e pianoforte (1936-37)

#### Per fiati e pianoforte
- Castel del Monte - Ballata per Corno e Pianoforte (1974)
- Cinque Pezzi facili per flauto e pianoforte (1972)
- Elegia per Oboe e Pianoforte (1955)
- Pezzo in Re per clarinetto e pianoforte (agosto) (1977)
- Sonata in Re per Clarinetto e Pianoforte (1945)
- Toccata per Fagotto e Pianoforte (1974)

#### Per flauto e arpa
- Cadenze per il Concerto K299 di Mozart per flauto e arpa (1962)
- Sonata per flauto e arpa (1937)

#### Trii
- Trio per clarinetto, violoncello e pianoforte (1973)
- Trio per Flauto, Violino e Pianoforte (settembre, 1958)

#### Quartetti
- Invenzioni per quartetto d'archi (1932)
- Quartetto per archi (1948-54)

#### Miscellaneo
- Il Presepio: Quartetto d'archi con voce (1929)
- Il Richiamo: Quintetto d'archi con voce (1923)
- Minuetto (1931)
- Nonetto, per flauto, oboe, clarinetto, fagotto, corno, violino, viola, violoncello e contrabbasso (1959, 1974, 1977)
- Piccola Offerta Musicale per flauto, oboe, clarinetto, corno e fagotto (1943)
- Quintetto per flauto, oboe, viola, violoncello e arpa (1935)
- Romanza (Aria) e Marcia (1968)
- Sarabanda e Toccata per Arpa (1945)
- Sonata per Organo (1965)

### Musica vocale
- Perché Si Spense la Lampada (Quando Tu Sollevi la Lampada al Cielo) August 1923)
- Vocalizzi per Soprano leggero e Pianoforte (1957)
- Tre liriche infantili per canto (soprano, tenor) e pianoforte/Three childrens' lyrical poems for voice and piano (1935)
- Le Prime Battute di 6 Canzoni e un Coro per "L'Isola Disabitata" April 1932)
- Mater fons amoris per Soprano (o tenore) solo, coro di donne e organo (1961)
- Canto e Pianoforte/Voice and Piano (1972)
- Ballata e Sonetto di Petrarca (1933)
- Mysterium (1962) per coro e orchestra su testi scelti da Vincenzo Verginelli, tratti dal Vangelo di Giovanni e dai primi scrittori cristiani, commissionato dalla Pro Civitate Christiana di Assisi
- la Vita di Maria (1970), rappresentazione sacra in 16 parti più l'interludio, per soli, coro e orchestra, con scelta di testi sacri dal Vecchio Testamento, i Vangeli ortodossi e quelli apocrifi di Vincenzo Verginelli
- Roma capomunni (1970-71), vocale corale cantata per solo, coro e orchestra, su testi scelti da Vincenzo Verginelli tratti da Belli, Virgilio, Orazio, Byron, Goethe, Dante, Servio, Macrobio, Vigolo

### Musica per orchestra
- Infanzia di S. Giovanni Battista oratorio per soli, coro e orchestra (1922)
- Balli per piccola orchestra (1932 al Teatro La Fenice di Venezia)
- Sonata (Canzona) per orchestra da camera (1935)
- Variazioni e fuga nei 12 toni sul nome di Bach per orchestra (1950)
- Concerto in Fa, Concerto Festivo per orchestra (1958-61)
- Concerto per archi (1964-65, nuova revisione 1977)
- Due Momenti (Divertimenti) (1970)
- Fantasia sopra dodici note del "Don Giovanni di Mozart" per pianoforte e orchestra (1960)
- Fuga per Quartetto d'Archi, Organo e Orchestra d'Archi (1923)
- Guardando il Fujiyama (Pensiero per Hiroshima) (1976)
- La Fiera di Bari (28.4.1963)
- La Strada (Teatro alla Scala di Milano 1966 con Carla Fracci)
- Le Moliere imaginaire - Ballet Suite (1976-78)
- Meditazione per coro e orchestra (1954)
- Rabelaisiana - Tre canti per Voce e Orchestra (1977) a Martina Franca con Lella Cuberli
- Serenata per Orchestra in quattro tempi (1931-1932)
- Sinfonia n. 1 per orchestra (1935-1939)
- Sinfonia n. 2 in Fa per orchestra (1937-39)
- Sinfonia n. 3 in Do (1956-1957)
- Sinfonia Sopra una Canzone d'Amore (1972)
- Sonata per orchestra da camera (1937-1938)
- Variazioni e fuga nei 12 toni sul nome di Bach per Orchestra (1950)
- Variazioni sopra un tema gioviale per orchestra (1953)
- Waltzes

### Concerti per solisti e orchestra
- 1947: Concerto per Arpa

#### Pianoforte e Orchestra
- Cadenze per il Concerto n. 4 in Sol Hob.XVIII:4 di Franz Joseph Haydn)
- 1960: Concerto in Do
- 1962: Concerto soirée
- 1973, 1998: Concerto in Mi Piccolo mondo antico

#### Archi e orchestra
- 1925: Concerto per Violoncello n. 0
- 1968-73: Divertimento Concertante per Contrabbasso e Orchestra
- 1972: Concerto per Violoncello n. 1
- 1973: Concerto per Violoncello n. 2

#### Fiati e orchestra
- 1959: Andante sostenuto per il Concerto per Corno K412 di Mozart
- 1966: Concerto per Trombone
- 1974: Ballata per Corno e orchestra "Castel del Monte"
- 1974-77: Concerto per Fagotto

### Opere liriche
- Il principe porcaro (1926)
- Ariodante, opera in 3 atti, libretto di Ernesto Trucchi (1942) al Teatro Regio di Parma diretta da Gianandrea Gavazzeni con Mario Del Monaco
- Torquemada (1943) e seconda versione nel 1976 al Teatro di San Carlo di Napoli con Maurizio Arena, Saturno Meletti, Antonio Boyer, Carlo Cava e Agostino Ferrin
- I due timidi (1950)
- Il cappello di paglia di Firenze (prima esecuzione nel 1955)
- Scuola di guida (1959)
- La notte di un nevrastenico (1959)
- Lo scoiattolo in gamba, libretto di Eduardo De Filippo (1959 al Teatro La Fenice di Venezia diretta da Ettore Gracis)
- Aladino e la lampada magica, fiaba lirica in tre atti e 11 quadri su libretto di Vincenzo Verginelli (da Le mille e una notte); (1963-1965), prima rappresentazione assoluta al Teatro di San Carlo nel 1968, diretta da Carlo Franci con Franco Bonisolli
- La visita meravigliosa (1965-1969)
- Napoli milionaria (1973-1977), libretto di Eduardo de Filippo dall'omonima opera teatrale.

## Discografia
- Musiche per oboe e pianoforte tra Ottocento e Novecento, Tactus, 2016 Luciano Franca, oboe, Filippo Pantieri, pianoforte storico (contiene l'Elegia per oboe e pianoforte).

## Archivio personale
Il suo archivio comprendente manoscritti, materiali preparatori e di supporto all’esecuzione, edizioni a stampa, lettere, recensioni, ecc. è conservato presso la Fondazione Cini di Venezia.